# تلهونة ملكة العرب
تلهونة (والمعروفة أيضًا باسم تيل هومة) ملكة عربية، حكمت مملكة قيدار بعد الملكة يثيعة وذلك في عهد سنحاريب ملك آشور (705 قبل الميلاد ~ 681 قبل الميلاد). قام سنحاريب في سنة 688 قبل الميلاد بمهاجمة جيش الملكة ثم اللحاق بها بعد هروبها إلى دومة الجندل وأسرها مع الأميرة تبوعة ونهب معبوداتها وأخذهم أجمعين إلى نينوى.

## نبذة
لقد خلفت الملكة يثيعة وخلفتها الملكة تبوعة. كانت الرابعة من بين الملكات العربية الست التي تشهد لها (ساراتو) في الوثائق الآشورية في الفترة بين تغلث فلاسر الثالث وآشوربانيبال: الملكة زبيبة والملكة شمسي والملكة تبوعة وتأتي تلهونة ثم الملكة تبوعة وأخيرًا الملكة عطية، أول خمسة منهم حكام.  وفقا لنصوص الآشوريين،كانت أيضًا بمثابة (كاهنة) لشعبها.
في عام 690 قبل الميلاد، وضع الآشوريون في عهد سنحاريب حداً لأي تهديد محتمل لآشور من الجنوب الغربي بعد هزيمة الملكة تلهونة و«شريكها الذكر» كازايل، وسلبوا أدوماتو وجلبوا الملكة الأسيرة إلى نينوى مع غنيمة كبيرة من الجمال والتماثيل الإلهية والتوابل والمجوهرات.
عندما أصبح آسرحدون ملك آشور، صنع السلام مع القيداريين في أدوماتو من خلال إعادة التماثيل الإلهية اللات ونوهايو وأوروتالات مع الأميرة تبوعة، قريبة وتلهونة، التي ربما كانت ابنة تلهونة وسنحاريب